# Albero di Chankiri

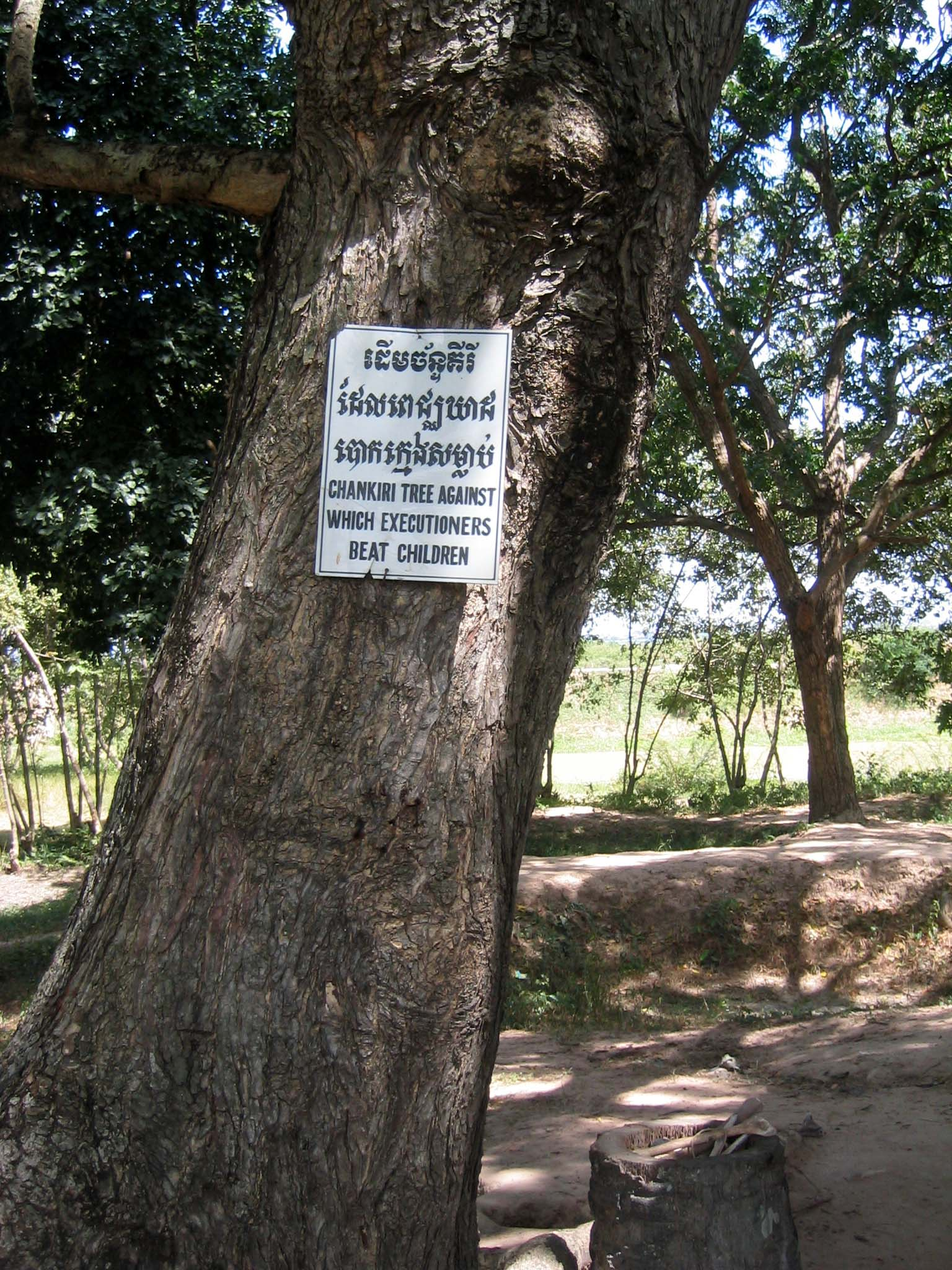
L'albero di Chankiri forse più famoso, situato a Choeung Ek. Sul cartello c'è scritto "Albero di Chankiri contro il quale i boia scaraventavano i bambini"

L'albero di Chankiri o albero delle uccisioni ((EN)  Chankiri Tree o Killing Tree) è un albero situato in uno dei numerosi Killing Fields cambogiani del regime degli khmer rossi, contro il quale neonati e bambini venivano scaraventati con forza e uccisi, poiché i loro genitori e parenti erano stati accusati di aver tradito o cospirato contro gli khmer rossi. Ciò era fatto in modo che i bambini "non crescessero e si vendicassero della morte dei loro genitori". Alcuni soldati khmer rossi  ridevano e si compiacevano mentre scaraventavano con violenza i bambini contro l'albero, poiché non ridendo e compiacendosi avrebbero mostrato di dispiacersi, e così facendo avrebbero messo a rischio le loro stesse vite.